# Dicranostyles
Dicranostyles es un género de plantas con flores con 19 especies perteneciente a la familia de las convolvuláceas. 

## Especies seleccionadas
- Dicranostyles ampla Ducke
- Dicranostyles boliviensis Ducke
- Dicranostyles costanensis Steyerm. & D.F.Austin
- Dicranostyles densa Spruce ex Meisn.
- Dicranostyles falconiana (Barroso) Ducke
- Dicranostyles globostigma D.F.Austin
- Dicranostyles guianensis Mennega
- Dicranostyles mildbraediana Pilg.
- Dicranostyles sericea Gleason[1]

## Sinonimia
- Kuhlmanniella Barroso